# PolyGram
PolyGram foi uma das maiores gravadoras da indústria fonográfica do mundo. Fundada em 1962 com o nome de Grammophon-Philips Group (GPG), num empreendimento conjunto entre a empresa neerlandesa de eletrônicos Philips, que envolvia os selos Philips Records, Fontana Records e Mercury Records, e a alemã Siemens, que envolvia os selos Polydor e Deutsche Grammophon. Em 1972, a empresa foi renomeada para PolyGram. A empresa neerlandesa-britânica de filmes, PolyGram Filmed Entertainment, também fazia parte do consórcio.
Em 1998, a Philips vendeu a gravadora PolyGram para a empresa canadense Seagram Company que, como parte da MCA Music Entertainment, já era uma das maiores gravadoras do mundo. A fusão da PolyGram com a MCA deu origem à Universal Music Group, que a partir de 2006 se tornou a maior gravadora da indústria fonográfica do mundo.
Entre as gravadoras que eram do grupo estavam:
- A&M Records (adquirida em 1989)
- Def Jam Recordings (adquirida em 1993)
- Deutsche Grammophon
- Fontana Records
- Island Records (adquirida em 1989)
- London Records (adquirida em 1979)
- Mercury Records (adquirida em 1972)
- Motown Records (adquirida em 1994)
- Philips Records
- Phonogram Inc.
- Polydor Records
- Total Experience Records
- Vertigo Records